# Trinotoperla tasmanica
Trinotoperla tasmanica är en bäcksländeart som först beskrevs av Mclellan 1971.  Trinotoperla tasmanica ingår i släktet Trinotoperla och familjen Gripopterygidae. Inga underarter finns listade i Catalogue of Life.